# Крістал Лоу
Янь-Кей Ло, відома як Крістал Лоу (англ. Crystal Lowe нар. 20 січня 1981) — канадська акторка, режисерка та модель. Її амплуа — королева крику. Знялася у фільмах жахів, таких як «Діти кукурудзи 7: Откровення» (2001), «Пункт призначення 3» (2006), «Чорне Різдво» (2006) і «Поворот не туди 2: Безвихідь» (2007), а також у ролі Ріти Гейвіт у телефільмах каналу Hallmark Channel «Підписані, запечатані, доставлені» (2013—2021).

## Біографія
Янь-Кей Ло народилася 1981 року у Ванкувері у сім'ї шотландки та китайця з Гонконгу. У дитинстві деякий час жила з сім'єю у Гонконзі.
Кар'єру почала як модель. Першу акторську роль (Нії в епізоді серіалу «Зоряна брама: SG-1») виконала у 15 років. Лоу знялася в популярних телевізійних серіалах, таких як «Майстри жахів», «Ясновидець», «Надприродне», «Зоряна брама: Атлантида», «Секс в іншому місті».
Першу роль у кіно зіграла в 2000 році, у фільмі «Прибрати Картера». Незабаром отримала роль Тіффані у фільмі жахів «Діти кукурудзи 7: Откровення». У 2006 році Лоу отримала роль Ешлін Гальперін у фільмі «Пункт призначення 3». Наступною її роллю стала Лорен у римейку «Чорного Різдва». Відразу після Чорного Різдва Лоу зіграла Елен у фільмі «Поворот не туди 2: Безвихідь».
Лоу зіграла епізодичні ролі у фільмах «Фантастична Четвірка 2: Вторгнення Срібного серфера», «Хай щастить, Чаку!» та «Та одна ніч». Також у 2008 році отримала ролі другого плану у фільмах «Єті: Прокляття снігового демона», Отруйний плющ: Таємне товариство та «Центральна сцена: Поверни це».
У 2010 році Лоу з'явилася в ролі Зої у фільмі «Машина часу в джакузі», у ролі Вали в 9-му сезоні серіалу «Таємниці Смолвіля» на телеканалі CW і в ролі Ніни у фільмі жахів/трилерів Шелдона Вілсона «Гора-вбивця». У середині 2011 року Лоу зіграла Тіну у фільмі «Трохи зомбі» та Пайпер/Персика у телефільмі «На килимок». На початку 2012 року вона отримала роль Тобі Ненс, однієї з головних героїнь серіалу «Портал юрського періоду: Новий світ».
8 серпня 2009 року Крісталл Лоу одружилася з Міко Томасевичем в історичному маєтку Гікрофт у Ванкувері. Вона з чоловіком володіє рестораном Hyde у Ванкувері.

## Фільмографія
| Рік       |    | Українська назва                                    | Оригінальна назва                         | Роль                                                                                |
| --------- | -- | --------------------------------------------------- | ----------------------------------------- | ----------------------------------------------------------------------------------- |
| 1997      | с  | Зоряна брама: SG-1                                  | Stargate SG-1                             | Нія (серія «Емансипація»)                                                           |
| 1997      | с  |                                                     | Breaker High                              | Меліна (серія «Остерігайтеся виродків, які розкривають свої подарунки»)             |
| 1997      | с  | Таємниця нерозкритих злочинів                       | Cold Squad                                | Саманта Гордон (серія «Мерв Дусетт»)                                                |
| 1997      | с  | Розслідування Да Вінчі                              | Da Vinci's Inquest                        | Шеллі Данн (серія «Найнебезпечніший час»)                                           |
| 1997      | с  | Пригоди Ширлі Голмс                                 | The Adventures of Shirley Holmes          | Паскаль (серія «Справа відкритої руки»)                                             |
| 1999—2000 | с  | Таємниця нерозкритих злочинів                       | Cold Squad                                | Майра Ларсон (серії «Смертельні ігри: частина 2», «Смерть через умисел: частина 1») |
| 2000      | ф  | Прибрати Картера                                    | Get Carter                                | Ніккі                                                                               |
| 2000      | ф  | Ханжа                                               | Sanctimony                                | Вірджинія                                                                           |
| 2001      | ф  | Діти кукурудзи 7: Откровення                        | Children of the Corn: Revelation          | Тіффані                                                                             |
| 2001      | с  | Розслідування Да Вінчі                              | Da Vinci's Inquest                        | Сільвія (серії «Биття об стіну», «Дешевий засіб після гоління»)                     |
| 2002      | ф  | Безсоння                                            | Insomnia                                  | Кей Коннелл                                                                         |
| 2002      | ф  | Обдурити всіх                                       | I Spy                                     | красива дівчина                                                                     |
| 2002      | с  | Ковбасна фабрика                                    | The Sausage Factory                       | Шеннон (серії «Маленька проблема Зака», «Реальність кусає», «Тест на чистоту»)      |
| 2002      | тф | Таємне життя Зої                                    | The Secret Life of Zoey                   | чирлідерка                                                                          |
| 2002      | с  | Сутінкова зона                                      | The Twilight Zone                         | фанатка (серія «Жорстка господиня»)                                                 |
| 2004      | ф  | Тримайся до кінця                                   | Going the Distance                        | офіціантка                                                                          |
| 2004      | с  | Перехідний вік                                      | Life as We Know It                        | Джулі (серія «Природні катаклізми»)                                                 |
| 2005      | ф  | Раби                                                | Thralls                                   | Таня Вотнер                                                                         |
| 2005      | тф | Життя                                               | The Life                                  | учениця                                                                             |
| 2005      | с  | Колекціонер                                         | The Collector                             | Крі (серія «Художник татуювань»)                                                    |
| 2005      | с  | Секс в іншому місті                                 | The L Word                                | коктейльна офіціантка (серія «Танець на колінах»)                                   |
| 2006      | ф  | Пункт призначення 3                                 | Final Destination 3                       | Ешлін Гальперін                                                                     |
| 2006      | ф  | Дуже страшне кіно 4                                 | Scary movie 4                             | Chingy's Girl                                                                       |
| 2006      | ф  | Зміїний політ                                       | Snakes on a Plane                         | дівчина з автографом                                                                |
| 2006      | ф  | Чорне Різдво                                        | Black Christmas                           | Лорен Геннон                                                                        |
| 2006      | с  | Майстри жахів                                       | Masters of Horror                         | Лілі (серія «Підвезіть мене»)                                                       |
| 2006      | с  | Інстинкт вбивці                                     | Killer Instinct                           | Іветт (серія «Вона бомба»)                                                          |
| 2006      | с  | Докази                                              | The Evidence                              | Деб Кінца (серія «І конверт будь ласка»)                                            |
| 2006      | тф | Просто неймовірно                                   | Totally Awesome                           | красива дівчина                                                                     |
| 2007      | ф  | Фантастична Четвірка 2: Вторгнення Срібного серфера | Fantastic Four: Rise of the Silver Surfer | дівчина на вечірці                                                                  |
| 2007      | ф  | Поворот не туди 2: Безвихідь                        | Wrong Turn 2: Dead End                    | Єлена Гарсія                                                                        |
| 2007      | ф  | Хай щастить, Чаку!                                  | Good Luck Chuck                           | подруга Кем                                                                         |
| 2007      | с  | Соколиний пляж                                      | Falcon Beach                              | Келлі (серія «Полунична соціальна відмова»)                                         |
| 2007      | с  | Ясновидець                                          | Psych                                     | Едем (серія «Страшний херес: Тост Б'янки»)                                          |
| 2007      | с  | Ясновидець                                          | Psych                                     | Дафна (серія «Якщо ти такий розумний, то чому ти мертвий?»)                         |
| 2007      | с  | Біонічна жінка                                      | Bionic Woman                              | Джессіка (серія «Інші шанси»)                                                       |
| 2008      | ф  | Та одна ніч                                         | That One Night                            | Стейсі                                                                              |
| 2008      | ф  |                                                     | Center Stage: Turn It Up                  | Лексі                                                                               |
| 2008      | ф  | Похорон Діма Сама                                   | Dim Sum Funeral                           | Джейн                                                                               |
| 2008      | с  | Зоряна брама: Атлантида                             | Stargate: Atlantis                        | Мардол (серія «Гармонія»)                                                           |
| 2008      | тф | Отруйний плющ: Таємне товариство                    | Poison Ivy: The Secret Society            | Елізабет Тернер                                                                     |
| 2008      | тф | Єті: Прокляття снігового демона                     | Yeti: Curse of the Snow Demon             | Ешлі                                                                                |
| 2008      | тф | Хлопчик по сусідству                                | The Boy Next Door                         | Ніколь Ворнер                                                                       |
| 2009      | ф  | Руслан                                              | Driven to Kill                            | Таня                                                                                |
| 2009      | с  | Надприродне                                         | Supernatural                              | Летисія Гор (серія «Справжні мисливці за привидами»)                                |
| 2009      | тф | Якого кольору любов?                                | What Color Is Love?                       | Файза                                                                               |
| 2009      | тф | Довіра                                              | Trust                                     | Мішель                                                                              |
| 2010      | ф  | Машина часу в джакузі                               | Hot Tub Time Machine                      | Зої                                                                                 |
| 2010      | с  | Таємниці Смолвіля                                   | Smallville                                | Вала (9-ий сезон)                                                                   |
| 2011      | с  | Розколотий                                          | Shattered                                 | жінка (серія «Знайти хлопчика»)                                                     |
| 2011      | тф | Взято у мене: Історія Тіффані Рубін                 | Taken from Me: The Tiffany Rubin Story    | Наталі                                                                              |
| 2011      | тф | До Мета                                             | To the Mat                                | Пайпер / Пічес                                                                      |
| 2011      | тф | Гора вбивць                                         | Killer Mountain                           | Ніна                                                                                |
| 2012      | ф  | Трохи зомбі                                         | A Little Bit Zombie                       | Тіна                                                                                |
| 2012      | с  | Р. Л. Стайн: Час примар                             | RL Stine's The Haunting Hour              | Кассандра (серія «Постріл у голову»)                                                |
| 2012—2013 | с  | Портал юрського періоду: Новий світ                 | Primeval: New World                       | Тобі Ненс (головна роль)                                                            |
| 2013      | ф  | Чарлі                                               | Charlie                                   | Роза                                                                                |
| 2013—2014 | с  | Підписано, скріплено, доставлено                    | Signed, Sealed, Delivered                 | Ріта Хейвіт (головна роль)                                                          |
| 2014      | с  | Майже людина                                        | Almost Human                              | Джинні (серія «Саймон каже»)                                                        |
| 2014      | с  | Республіка Дойл                                     | Republic of Doyle                         | Мішель Кентвелл (серія «Засудженим немає відпочинку»)                               |
| 2014—2021 | с  | Підписано, скріплено, доставлено                    | Signed, Sealed, Delivered                 | Ріта Хейвіт (головна роль)                                                          |
| 2015      | тф | Детектив для гурманів                               | Gourmet Detective                         | Гретхен / Лінда Френч                                                               |
| 2016      | ф  | Лють: Напад на президента                           | Rampage: President Down                   | Кристал                                                                             |
| 2016      | тф | Серця Різдва                                        | Hearts of Christmas                       | Лорен Райт                                                                          |
| 2017      | ф  | Диво                                                | Wonder                                    | Сара Олбанс                                                                         |
| 2017      | тф | Різдво в Холлі-Лодж                                 | Christmas at Holly Lodge                  | Каллі                                                                               |
| 2019      | ф  |                                                     | Benchwarmers 2: Breaking Balls            | Рамона                                                                              |
| 2019      | тф |                                                     | Flip That Romance                         | Кет                                                                                 |
| 2019      | тф |                                                     | Christmas at Dollywood                    | Меггі Девіс                                                                         |
| 2020      | тф |                                                     | The Wrong Wedding Planner                 | Ешлі                                                                                |
| 2021      | кф |                                                     | Beyond the Call                           | Ніккі                                                                               |